# إبيتاسيولانديا
إبيتاسيولانديا (بالبرتغالية: Epitaciolândia‏) هي بلدية تقع في البرازيل في أكري.[بحاجة لمصدر] يقدر عدد سكانها بـ 13,434 نسمة ومساحتها 1,659 كم2 .